# Carlos Pena mladší
Carlos Roberto PenaVega mladší (* 15. srpna 1989 Columbia, Missouri, USA) je americký herec a zpěvák. Hrál v americkém seriálu stanice Nickelodeon Big Time Rush a je členem kapely Big Time Rush. Proslavil se také moderováním show Webheads.

## Životopis
Penovo otec má španělské a venezuelské kořeny a jeho matka dominikánské. Má tři mladší bratry Antonia, Javi, a Andrese. Vyrůstal ve Westonu na Floridě. Navštěvoval střední školu Sagemont Upper School, kde patřil k roztleskávačskému týmu. Zahrál si v divadelních představeních Pomáda a Man of La Manche. Zahrál si také v divadelní produkci Titanicu na střední škole America Heritage School.

## Kariéra
Jeho první větší role byla v patnácti letech, když si zahrál v seriálu Pohotovost. Potom hostoval i v seriálech Judging Amy, Kalifornské léto a Ned's Declassified School Survival Guide.
Zatímco studoval na konzervatoři v Bostonu, ho jeho manažer přiměl, aby šel na konkurz na Big Time Rush. Zde získal roli Carlose Garcii. V roce 2009 se přestěhoval do Los Angeles.

### Big Time Rush
Od roku 2009 hrál k popové chlapecké skupině Big Time Rush. Skupina se skládala z Peny, Kendalla Schmidta, Jamese Maslowa a Logana Hendersona. Vydali tři alba BTR, Elevate a 24/Seven.

### Sólo kariéra
Svůj první singl „Electrico“ vydal dne 4. února 2014.
V srpnu 2015 bylo oznámeno, že se stal jedním ze soutěžících reality show Dancing with the Stars. Jeho manželka Alexa PenaVega soutěžila ve stejné řadě. Jeho profesionální partnerka byla Witney Carson. Umístil se na čtvrtém místě.
V roce 2014 moderoval zábavnou show Webheads, kterou uvedla dne 2. června 2014 americká stanice Nickelodeon. Hostoval v sitcomu Mámou přes noc. V roce 2015 šel do kin film Spare Parts, kde si s ním zahrála i jeho manželka Alexa a známý George Lopez. Film vyšel na DVD dne 5. května 2015. V roce 2016 si zahrál v televizním filmu Pomáda: Živě. Od roku 2016 začal propůjčovat hlas postavě v seriálu Hlasiťákovi. V roce 2018 získal jednu z hlavních rolí v seriálu Life Sentence. Seriál byl však po odvysílání první řady zrušen.

## Osobní život
Na začátku roku 2014 se oženil s herečkou Alexou PenaVega. V roce 2016 se jim narodil syn. Druhý syn se jim narodil v červnu roku 2019.

## Filmografie
| Film | Film                   | Film          | Film                |
| Rok  | Název                  | Role          | Poznámky            |
| ---- | ---------------------- | ------------- | ------------------- |
| 2011 | Ptáčata                | Louis         |                     |
| 2011 | The Hangover Hollywood | Carlos        | krátkometrážní film |
| 2012 | The Giant King         | Krudd (hlas)  |                     |
| 2014 | Code Academy           | Marcos        |                     |
| 2015 | Spare Parts            | Oscar Vasquez |                     |
| 2017 | Killing Hasselhoff     | Pedro         |                     |
| 2018 | Sleep Away             | Joaquin       |                     |

| Televize   | Televize                                     | Televize              | Televize                             |
| Rok        | Název                                        | Role                  | Poznámky                             |
| ---------- | -------------------------------------------- | --------------------- | ------------------------------------ |
| 2004       | Pohotovost                                   | Arlo Escobar          | díl: „Výstřel do tmy“                |
| 2004–2005  | Ned's Declassified School Survival Guide     | King Bee              | 3 díly                               |
| 2005       | Soudkyně Amy                                 | Diego Valdesera       | díl: „Diego Valdesera“               |
| 2005       | Kalifornské léto                             | Student               | díl: „Sledgehammer“                  |
| 2009–2013  | Big Time Rush                                | Carlos Garcia         | hlavní role, 75 dílů                 |
| 2011       | Hand aufs Herz                               | sám sebe              | díl 2.10                             |
| 2011       | Nick News                                    | sám sebe              | díl: „Lies We Tell In Middle School“ |
| 2012       | Big Time Movie                               | Carlos Garcia         | TV film                              |
| 2012       | Jak být za hvězdu                            | sám sebe              | díl: „How to Rock an Election“       |
| 2012       | Figure It Out                                | sám sebe              | 8 díly                               |
| 2012       | Cupcake Wars                                 | sám sebe              | díl: „Big Time Rush“                 |
| 2013       | Marvin Marvin                                | sám sebe              | díl: „Big Time Marvin“               |
| 2014–2015  | Webheads                                     | sám sebe/moderátor    | 40 dílů                              |
| 2015       | Dancing with the Stars                       | sám sebe/soutěžící    | 4. místo                             |
| 2015       | Super Thundermanovi                          | Tech Rider            | díl: „No Country for Old Mentors“    |
| 2015       | Tučňáci z Madagaskaru                        | Carlos the Beaver     | díl: „Tunnel of Love“                |
| 2015       | Mámou přes noc                               | Roger                 | díl: „Turning a Blind Eye“           |
| 2016       | Pomáda: Živě                                 | Kenickie              | TV film                              |
| 2016–dosud | Hlasiťákovi                                  | Bobby Santiago (hlas) | vedlejší role                        |
| 2017       | Vánoční show                                 | Ricardo Archuleta     | TV film                              |
| 2018       | Life Sentence                                | Diego                 | hlavní role, 12 dílů                 |
| 2018       | Love at Sea                                  | Tony Rieves           | TV film                              |
| 2018       | A Midnight Kiss                              | David Campos          | TV film                              |
| 2019       | Picture Perfect Mysteries: Newlywed and Dead | Sam Acosta            | TV film                              |